# Apaustis pallium
Apaustis pallium är en fjärilsart som beskrevs av Moritz Balthasar Borkhausen 1792. Apaustis pallium ingår i släktet Apaustis och familjen nattflyn. Inga underarter finns listade i Catalogue of Life.